# التخطيط الحضري في مصر القديمة
يعد استخدام التخطيط الحضري في مصر القديمة موضوع نقاش مستمر. نظرًا لأن المواقع القديمة لا تعيش إلا في أجزاء فقط، ولأن العديد من المدن المصرية القديمة كانت مأهولة باستمرار منذ أشكالها الأصلية، فلا يُفهم سوى القليل نسبيًا عن التصاميم العامة للمدن المصرية في أي فترة معينة.
أشار المصريون إلى معظم المدن إما nwt أو dmi. تشير كلمة Nwt عادةً إلى المدن غير المخططة التي نمت بشكل طبيعي، مثل منف وطيبة، بينما يمكن ترجمة dmi على أنها «مستوطنة» وعادةً ما تشير إلى البلدات التي تم وضعها على طول المخطط. من الأفضل الحفاظ على الأدلة الأثرية لمثل هذه المدن، وقد تم التنقيب عنها بدقة، في اللاهون ودير المدينة وتل العمارنة، على الرغم من وجود بعض متوسط التخطيط الحضري في مواقع أخرى أيضًا.

## فترة ما قبل الأسرات
لا توجد آثار للمستوطنات المصرية تقريبًا قبل تطور ثقافة العصر الحجري الحديث حوالي 6000 قبل الميلاد، حيث كانت المستوطنات صغيرة جدًا بالتأكيد، وكانت المباني مصنوعة من مواد قابلة للتلف مثل القصب ولم يكن من المفترض أن تكون هياكل دائمة. المواقع التي بقيت على قيد الحياة لا تظهر الكثير من الأدلة على التخطيط الحضري. أقدم مستوطنة ما قبل الأسرات كانت في مرمدة بني سلامة على الحافة الصحراوية الجنوبية الغربية لدلتا النيل وتغطي حوالي 44 فدانًا (180.000 م 2).)، وهي مساحة كبيرة جدًا لفترة ما قبل الأسرات. أعيد بناء المدينة ثلاث مرات خلال حياتها المأهولة، وفي واحدة على الأقل من تجسيداتها، كانت منازلها موضوعة بانتظام على طول شارع رئيسي. تتبع جميع المنازل تقريبًا مخططًا يواجه مداخلها إلى الشمال الغربي، لتجنب الرياح الشمالية السائدة.
المستوطنات الأخرى المعروفة التي تعود إلى ما قبل الأسرات، مثل تلك الموجودة في ثقافتي بداري ونقادة، تم وضعها بشكل تعسفي وتفتقر إلى خطة محددة. تتكون هذه القرى في الغالب من أكواخ صغيرة تقع حول حفر تخزين دائرية.

## تل الضبعة
في تل الضبعة تم التنقيب عن بقايا مستوطنة تعود إلى أوائل المملكة المصرية الوسطى (حوالي 2000 قبل الميلاد). الاسم القديم للمدينة غير معروف. تم الكشف عن مساحة تتراوح بين 100 و 100 متر، لذلك لم يُعرف سوى أجزاء من المستوطنات. تتكون المستوطنات من عشرة صفوف على الأقل من المنازل مقسمة بشوارع مستقيمة. هناك أدلة على أن المدينة كانت محاطة بجدار. تم العثور على بقايا في الشمال. هنا كان هناك أيضًا مبنى أكبر. الجانب الشرقي من المستوطنات كان به فضاء مفتوح. تتكون صفوف المنازل على الجانب الشرقي (غرب المساحة المفتوحة) من كتل مكونة من اثني عشر منزلاً. كانت المنازل الفردية صغيرة، بمساحة 5 × 5 أمتار فقط، وجميعها مبنية على نفس المخطط. تتكون صفوف المنازل على الجانب الغربي من كتل من عشرين منزلاً على الأقل، وربما أكثر من ذلك.
بُنيت قرية العمال في اللاهون وسُكنت في عهد سنوسرت الثاني من الأسرة الثانية عشر. تقع بالقرب من مدخل قناة النيل المؤدية إلى منخفض الفيوم، وتؤوي العمال الذين بنوا هرم سنوسرت وكذلك الكهنة الذين حافظوا على العبادة الجنائزية الملكية، وربما حتى الملك نفسه. يبدو أن القرية كانت مأهولة بالكامل فقط في عهد الملك.
تم تنظيم القرية وفق مخطط منتظم. كانت تتمحور حول معبد هرم سنوسرت، الذي كان يسيطر على القرية بشكل مرئي، ويتكون من ربعين غير متكافئين محاطين بجدران من الطوب اللبن من ثلاث جهات على الأقل. احتوى الحي الغربي الأصغر على مساكن العمال المتواضعة نسبيًا التي تم تصميمها على نمط شبكي مستطيل. فليندرز بتري، الذي حفر الموقع لأول مرة، لاحظ كيف أن تخطيط الحي سيسمح لحارس ليلي واحد بحراسة المنطقة بسهولة. اتبعت جميع المنازل نفس النمط والأبعاد الأساسية، وكانت متباعدة بالتساوي على طول الشوارع الموازية. كانت الشوارع معبدة، ودمجت فيها قنوات تصريف حجرية تؤدي إلى تصريف مركزي، مما سمح بالتخلص من المياه القذرة من المنازل. يحتوي الحي الشرقي الأكبر بكثير على مبانٍ أكبر بكثير، بما في ذلك القصور، و «أكروبوليس» مع مبنى حراسة ملحق، ومخازن، وعدد قليل من مساكن العمال، وبعض المباني في الجانب الشرقي الأقصى التي لا تعرف أغراضها.

## دير المدينة
قرية العمال في دير المدينة، الواقعة في واد على الضفة الغربية لنهر النيل على الجانب الآخر من طيبة، تم بناؤها لأول مرة في عهد تحتمس الأول من الأسرة الثامنة عشرة لإيواء العمال الذين عملوا في المقابر في وادي الملوك القريب. خلال عصر الإمبراطورية المصرية. القرية محاطة بجدار رقيق من الطوب المبني حول شارع مركزي. تم ربط المنازل على الجانبين، وتقاسم الجدران من أجل البناء وكفاءة المساحة. من الممكن أن كتل كاملة من المنازل كانت مغطاة بسقف واحد.
كانت القرية الأصلية تضم 20 منزلاً، وربما كانت تدعم حوالي 100 شخص. تم توسيع القرية مرة واحدة في عهد تحتمس الثالث، وعندما عاد العمال إلى دير المدينة بعد عهد أخناتون، تم نقلهم خلالها إلى تل العمارنة، تم توسيع القرية مرة أخرى وشكلت تسعة أحياء متميزة. في أكبر نقطة فيها، كانت دير المدينة تحتوي على 120 منزلاً وربما حوالي 600 نسمة.

## تل العمارنة
بنى أخناتون من الأسرة الثامنة عشرة أخت آتون كعاصمة جديدة لمصر. بالنسبة للموقع، اختار تل العمارنة، وهو موقع حديث على الضفة الشرقية لنهر النيل، على بعد 275 كيلومترًا شمال غرب العاصمة القديمة طيبة. بعد وفاته، أصبحت المدينة شبه مهجورة. اشتملت درجة التخطيط في بناء تل العمارنة في معظمها على المباني الإدارية والدينية للمدينة المركزية. حتى الجزء المخطط من المدينة تم تصميمه وتجميعه على عجل إلى حد ما. تم بناء معظم المدينة على طول ثمانية كيلومترات من شارع رئيسي شمال - جنوب، يشار إليه اليوم باسم «الطريق الملكي»، الذي يربط المدينة المركزية بالمدينة الشمالية، وهو قمر صناعي بعيد ومقر إقامة الملك المحتمل. ربما عاش الملك في قصر في المدينة الشمالية، وهو مبنى كبير على الجانب الشرقي من الطريق الملكي ومنفصل عن بقية المدينة، محميًا بسور محصن يحيط بمجمع من المباني الخدمية الملكية. على الجانب الآخر من الطريق من القصر كانت توجد مجموعة من أكبر المنازل في المدينة، والتي ربما كانت مملوكة لنبلاء كانوا مقربين من الملك. مبنى إداري يحتوي على مستودع ضخم يشكل الحد الشمالي للمدينة الشمالية. في الطرف الجنوبي من الطريق الملكي تقع المدينة المركزية، وهي مجموعة من المعابد والقصور والمباني الإدارية التي تشكل المحور التنفيذي للمدينة.
يمكن التعرف على بعض هذه المباني بسهولة من خلال نقوشها، لكننا نعرف أسماء البعض الآخر فقط من خلال هذا الكلام. على الجانب الغربي بأكمله من الطريق وربما يصل إلى ضفاف النهر كان القصر الكبير، الذي يتكون من عدة فناء وقاعات حجرية، وفي وسطه فناء ضخم محاط بتماثيل أخناتون. على الجانب الآخر من الطريق والمتصل بجسر من الطوب، كان بيت الملك، وهو قصر صغير ومقر إقامة للملك. جنوب القصر (على الجانب الغربي من الطريق) كان قصر قرص الشمس، وهو مبنى ديني لم يتم فهم غرضه تمامًا ولكن من المحتمل أن يكون المعبد الجنائزي للملك. في أقصى الشمال على الجانب الشرقي من الطريق في وسط المدينة كان أكبر معبد على الإطلاق، بيت قرص الشمس، أو معبد آتون الكبير، الذي يقع على محور شرق-غرب ويتألف من مساحة جدرانها مستطيلة الشكل بمساحة 760 × 290 مترًا، وتضم عدة معابد فردية. بالقرب من المعابد كانت توجد مستودعات طويلة ومساكن للكهنة. تقع المكاتب والأرشيفات (التي تم العثور فيها على رسائل تل العمارنة) في الشرق من منزل الملك، وثكنات الشرطة والجيش. على المشارف الشرقية للمدينة المركزية كانت قرية عمال مسورة تؤوي العمال أثناء بناء المدينة. تنتشر فيلات وزير الملك والكهنة على جانبي الطريق الملكي إلى الجنوب. في أقصى جنوب المدينة كان هناك مجمع غير عادي يسمى مارو-آتون، وهو مجمع مسور من الحدائق والمسابح والجزيرة الاصطناعية والأكشاك في الهواء الطلق. بينما أخطأ المنقبون في الأصل على أنه نوع من منتجعات المتعة، إلا أنه من المفهوم الآن أنه مبنى ديني.
كانت معظم مساكن العمارنة في منطقتين كبيرتين شمال وجنوب وسط المدينة. ضمت هذه الضواحي المترامية الأطراف عددًا كبيرًا من السكان اللازمين للحفاظ على المحكمة وإدارة إدارة المدينة المركزية. كان يسكن في الضواحي مجموعة مختلطة جدًا من الفئات الاجتماعية، من الكهنة والجنود والبنائين والنحاتين والكتبة الذين يمتلكون أبرز البيوت. فيما يتعلق بالأقسام السكنية في تل العمارنة، يكاد يكون هناك غياب كامل للتخطيط المفروض. خارج ممر الطريق الملكي، كان هناك عدد قليل من الشوارع العريضة، البعيدة عن المستقيمة التي تمتد إلى الشمال والجنوب تقريبًا وتنضم إلى الضواحي إلى الوسط، وتقطعها شوارع عمودية أصغر. البيوت نفسها مرتبة في تجمعات عشوائية تخلق أحياء متميزة. لا يبدو أن هناك أي مفهوم لـ «الموقع الرئيسي» باستثناء أنه يقع في أحد الشوارع الرئيسية بين الشمال والجنوب، ويبدو أن الأغنياء والفقراء يعيشون جنبًا إلى جنب. يبدو أن القرب من وسط المدينة أو الطريق الملكي لم يكن مهمًا، وهناك مثال واحد على الأقل لوزير ملكي يبدو أنه اختار العيش بعيدًا عن الملك قدر الإمكان.